# Солнечное (Водновский сельский совет)
Со́лнечное (до 1948 года Кумбе́т-Эли́; (крымскотат. Qulumbet Eli, Къулумбет Эли) — упразднённое село в Симферопольском районе Крыма. Располагалось на юго-западе района, в долине реки Западный Булганак в среднем течении, в пределах Внешней гряды Крымских гор, у границы с Бахчисарайским районом, сейчас — восточная часть села Пожарское.

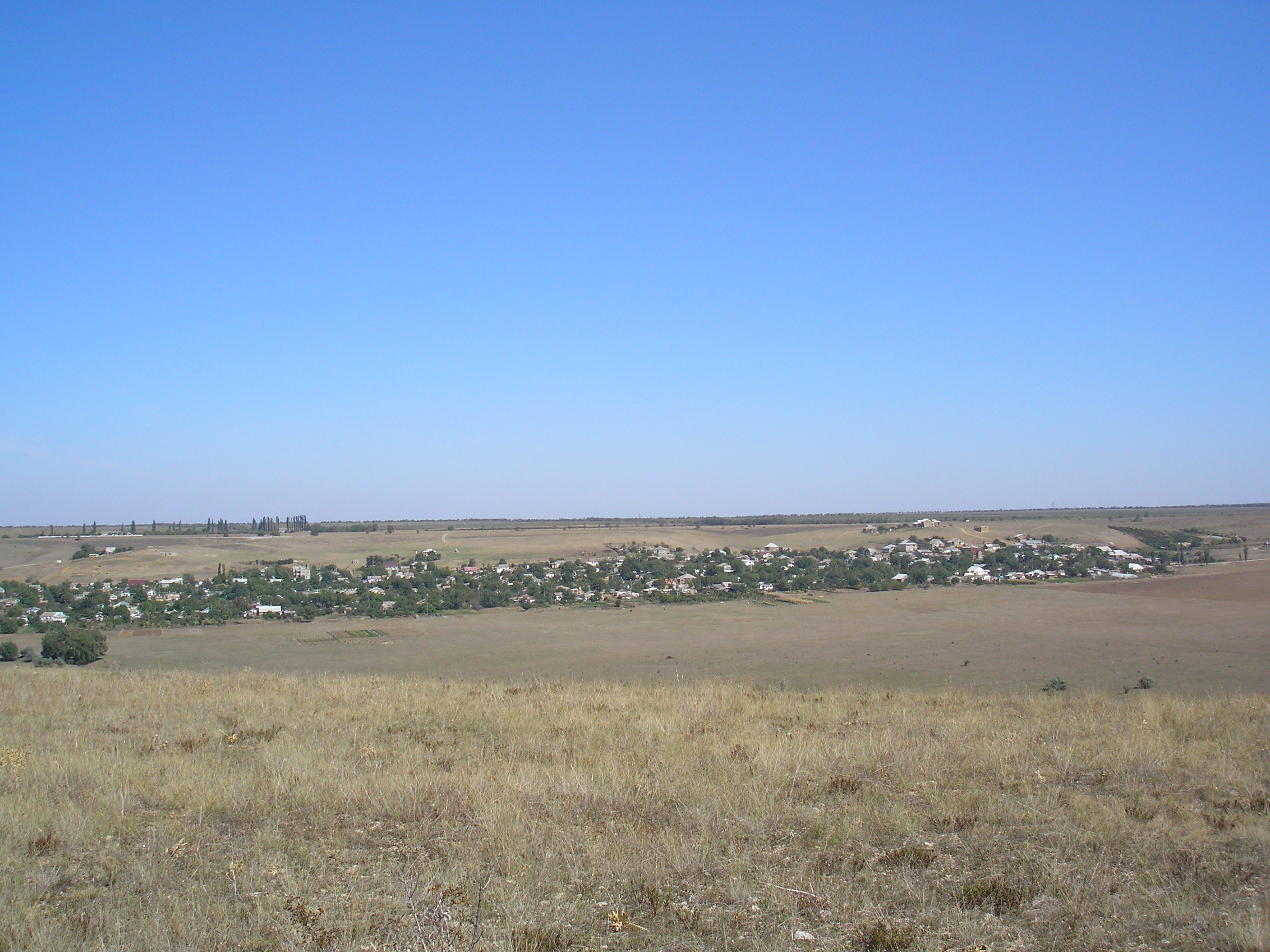
Восточная часть Пожарского, бывшее Солнечное

## История
Первое документальное упоминание села встречается в Камеральном Описании Крыма… 1784 года, судя по которому, в последний период Крымского ханства Кул Мегмедели входил в Бахчисарайский кадылык Бахчисарайского каймаканства
После присоединения Крыма к России (8) 19 апреля 1783 года, (8) 19 февраля 1784 года, именным указом Екатерины II сенату, на территории бывшего Крымского Ханства была образована Таврическая область и деревня была приписана к Симферопольскому уезду. После Павловских реформ, с 1796 по 1802 год, входила в Акмечетский уезд Новороссийской губернии. По новому административному делению, после создания 8 (20) октября 1802 года Таврической губернии, Кумбет-Эли был включён в состав Эскиординской волости Симферопольского уезда.
По Ведомости о всех селениях в Симферопольском уезде состоящих с показанием в которой волости сколько числом дворов и душ… от 9 октября 1805 года в деревне Колумбет-Эли числилось 28 дворов, 157 крымских татар и 29 крымских цыган. На военно-топографической карте генерал-майора Мухина 1817 года обозначен Колумбет ели с 30 дворами. После реформы волостного деления 1829 года Колумбет-Эли, согласно «Ведомости о казённых волостях Таврической губернии 1829 года», передали из состава Эскиординской волости в Яшлавскую. На карте 1836 года в деревне 26 дворов, а на карте 1842 года Колумбет Эли обозначен, как крупная деревня, но количество дворов не указано.
В 1860-х годах, после земской реформы Александра II, деревню приписали к Сарабузской волости. В «Списке населённых мест Таврической губернии по сведениям 1864 года», составленном по результатам VIII ревизии 1864 года, Колумбет-Эли — владельческая татарская деревня с 9 дворами, 20 жителями и мечетью при рекѣ Булганакѣ (на трёхверстовой карте 1865—1876 года в деревне Колумбет-Эли 7 дворов). В «Памятной книге Таврической губернии 1889 года» по результатам Х ревизии 1887 года записан Кумбет-Эли с 24 дворами и 134 жителями.
После земской реформы 1890-х годов деревню передали в состав новой Булганакской волости. По «…Памятной книжке Таврической губернии на 1892 год» в деревне Кумбет-Эли, входившей Эскендерское сельское общество, числилось 53 жителя в 12 домохозяйствах. На подробной карте 1892 года в деревне 19 дворов с татарским населением. По «…Памятной книжке Таврической губернии на 1902 год» в волости числилась деревня Кулум-Беш-Эли, без указания числа жителей и домохозяйств. По Статистическому справочнику Таврической губернии. Ч.II-я. Статистический очерк, выпуск шестой Симферопольский уезд, 1915 год, в Булганакской волости Симферопольского уезда числилось имение Шнейдера П. Н. «Кулумбет-Эли» с 1 двором, без жителей.
После установления в Крыму Советской власти, по постановлению Крымревкома от 8 января 1921 года была упразднена волостная система и село включили в состав вновь созданного Подгородне-Петровского района Симферопольского уезда, а в 1922 году уезды получили название округов. 11 октября 1923 года, согласно постановлению ВЦИК, в административное деление Крымской АССР были внесены изменения, в результате которых был ликвидирован Подгородне-Петровский район и образован Симферопольский и село включили в его состав. Согласно Списку населённых пунктов Крымской АССР по Всесоюзной переписи 17 декабря 1926 года, в селе Кумбет-Эли, Булганакского сельсовета Симферопольского района, числилось 8 дворов, все крестьянские, население составляло 36 человек, из них 7 немцев, 23 русских, 5 украинцев, 1 белорус. По данным всесоюзной переписи населения 1939 года в селе проживало 20 человек.
В 1944 году, после освобождения Крыма от фашистов, 12 августа 1944 года было принято постановление № ГОКО-6372с «О переселении колхозников в районы Крыма» и в сентябре 1944 года в район приехали первые новоселы (214 семей) из Винницкой области, а в начале 1950-х годов последовала вторая волна переселенцев из различных областей Украины. С 25 июня 1946 года Кумбет-Эли в составе Крымской области РСФСР. Указом Президиума Верховного Совета РСФСР от 18 мая 1948 года, Кумбет-Эли переименовали в Солнечное. 26 апреля 1954 года Крымская область была передана из состава РСФСР в состав УССР. Решением Крымоблисполкома от 8 сентября 1958 года № 834 Солнечное включили в состав Пожарского.

### Динамика численности населения
| - 1805 год — 186 чел. - 1864 год — 20 чел. - 1889 год — 134 чел. - 1892 год — 53 чел. | - 1902 год — 0 чел. - 1926 год — 36 чел. - 1939 год — 20 чел. |